# Mare de Déu del Rosari de Casa Miret
La Mare de Déu del Rosari de Casa Miret és una capella situada dins la finca de Casa Miret, al municipi de Castell de Mur (Pallars Jussà) protegida com a Bé Cultural d'Interès Local.

## Descripció
La capella és de planta rectangular i està coberta per una volta d'aresta. A l'exterior la coberta és inclinada feta de pedra del país a una sola vessant. La coberta és única tant per la capella com pel forn de pa. Per la seva ubicació només disposa de dues obertures a l'exterior: la porta d'accés, des de la plaça del poble i una petita finestra de poc més de quaranta centímetres de diàmetre.
La capella disposa d'un campanar d'espadanya d'un sol ull, ubicat a l'extrem sud-est de la construcció. Aquest consta de dos nivells, segon va ser afegit, posteriorment amb una campana a cadascun d'ells.
El forn ocupa l'espai entre la capella i Casa Monsó. Té una forma irregular i està cobert per un sostre de bigues de fusta que segueix la mateixa pendent de la coberta de la capella. Exteriorment hi ha una sola coberta. El pendent permet que hi hagi un segon espai interior que fa funció de magatzem. Disposa d'una petita finestra.
Exteriorment, la capella i el forn conformen un únic volum annexionat a la casa. Els murs són de carreus més o menys regulars i de petites dimensions.

## Història
La capella és una construcció senzilla del segle xi i segurament la primera construcció del poble dins dels dominis del Pabordat de Mur. Al llarg dels anys ha sofert diverses modificacions. Actualment, després de la restauració realitzada a l'any 2000 en que foren retirades restes de construccions veïnes, ens trobem davant dels volums originals de la capella.
El forn de pa que data del segle xii, disposava dels drets de pastar pa que li atorgava la Baronia de Mur. L'interior del forn és totalment de pedra de panal (una pedra que quan el forn arriba a la temperatura de cuita es torna de color blanquinós i quan es refreda és vermellosa). La mateixa pedra fa de termòstat per obtenir una bona cocció.
A partir del segle xiv, el forn va tenir molta importància donat que Vilamolat es troba a mig camí de la principal via pecuària que unia el pla de Lleida amb la Val d'Aran i era un lloc obligat d'avituallament.
El forn de Vilamolat va deixar de funcionar al segle xix, la qual cosa va fer que no patis transformacions. Altres elements que s'han conservat tal com eren originalment són: el molí de pedra de per a moldre el gra i el torn de passar la farina.
La capella juntament amb el forn formava part de la casa senyorial Casa Miret.